# Claassenia brachyptera
Claassenia brachyptera är en bäcksländeart som beskrevs av Brinck 1954. Claassenia brachyptera ingår i släktet Claassenia och familjen jättebäcksländor. Inga underarter finns listade i Catalogue of Life.